# Xylocopa yunnanensis
Xylocopa yunnanensis är en biart som beskrevs av Wu 1982. Xylocopa yunnanensis ingår i släktet snickarbin, och familjen långtungebin. Inga underarter finns listade i Catalogue of Life.